# Dolby AC-4
Le Dolby AC-4 est un codec de compression audio élevé développé par Dolby. Il permet la compatibilité de base du Dolby Atmos pour une compression limitée en 5.1 et 192 Kbps par flux, il est une adaptation au Dolby Digital Plus (ou E-AC-3) à 3.024 Mbit/s par flux, qui est lui-même une amélioration du Dolby AC-3 à 448 kbit/s par flux.

## Historique
Ce nouveau codec fut standardisé en avril 2014 par l'ETSI. Les premiers téléviseurs à le supporter furent présentés en 2017. Cette même année, la norme de diffusion américaine ATSC_3.0 (en) a choisi l'AC-4 pour l'audio.

### TNT 4k en France
Le codec AC-4 pourrait être choisi pour déployer la TNT 4k à l'horizon 2024. Ce choix est contesté car en 2021, seulement deux tiers des téléviseurs 4k vendus sur le marché sont compatibles, d'autant plus que le format est propriétaire. L'usage d'un décodeur pourrait dans ce cas être nécessaire pour les équipements non pris en charge.

## Caractéristiques
Cette norme est compatible avec des installations 5.1, 5.1.2 jusqu'à 7.1.4 et peut utiliser jusqu'à 16 canaux distincts.

## Améliorations
Ce nouveau format apporte deux améliorations notables concernant la plage dynamique et le réglage individuel du son de chaque canal.

### Real Time Loudness Leveler
Avec ce codec, des métadonnées permettent d'adapter la plage dynamique du son au matériel. Ainsi, les écarts de volume seront différents entre un smartphone et un home cinéma. Ce procédé était déjà présent sur les codecs précédents mais il était optionnel.

### Réglage de chaque canal par l'utilisateur
Le canal correspondant aux dialogues dans un film peut être réglé indépendamment de la musique. De plus, si l'installation audio le permet, il est possible de couper le son d'un ou de plusieurs canaux. Par exemple, sur un match de sport, il est techniquement possible avec cette technologie de couper les commentateurs pour ne garder que le fond sonore du stade.